# Negotino
Negotino (makedonsky Неготино) je město na jihu Severní Makedonie, v údolí řeky Vardar. Žije v něm asi 20 000 obyvatel a rozkládá se nedaleko hlavního dálničního tahu Skopje-Gevgelija a železniční trati Veles–Gevgelija. Jeho osou je říčka Negotinska Reka.
Většina místního obyvatelstva se živí zemědělstvím a také vinařstvím. Statisticky se z území opštiny Negotino ročně vyveze 20–25 milionů kilogramů vinné révy.

## Historie

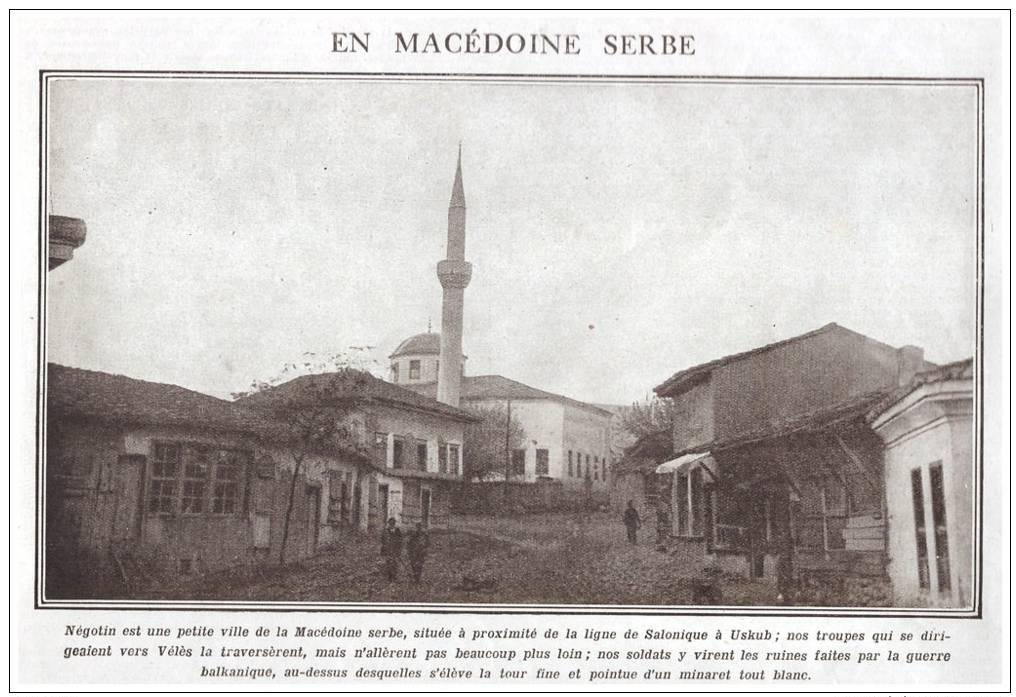
Pohlednice z časů první světové války.

Oblast byla osídlena již od dávnověku, jak dokazují nedaleká archeologická naleziště. Nedaleko se nacházelo antické město Antigonea. Město nejspíše vzniklo ve středověku, ještě před příchodem turecké nadvlády. Turci původní osadu nejspíše obsadili v roce 1385, resp. dobyli nedalekou pevnost, díky níž získalo Negotino na významu.
Jako menší město je poprvé připomínáno roku 1837. V období turecké nadvlády bylo jedním z nejjižnějších měst tzv. Kosovského vilájetu.
Na počátku 20. století čítalo město zhruba 700 domů. Během existence Království Jugoslávie bylo Negotino součástí tzv. Vardarské bánoviny. Starý srbský název města zní Negotin na Vardaru, aby bylo město odlišeno od Negotinu v samotném Srbsku.
Dne 8. listopadu 1944 bylo město osvobozeno od fašistické okupace. Od roku 1978 zde sídlí také městské muzeum.

## Kulturní památky a zajímavosti
- Hodinová věž z roku 1821. Tu nechal zbudovat bohatý turecký kupec Hadži Tair-aga. Zasloužil se také o vznik místního krytého tržiště (makedonsky безистен).
- klášter svatého Jiří (makedonsky Манастирот Свети Ѓорѓи) se nachází v blízkosti města.
- Městské muzeum Negotino na adrese Maršal Tito 119.

## Ekonomika
V blízkosti města se nachází elektrárna. Severomakedonská vláda měla zájem na jejím prodeji, což přitáhlo pozornost tureckých společností

## Významné osobnosti
- Aleksandar Hristov (1914–2000), právní vědec
- Lazar Mojsov (1920–2011), politik
- Sijče Andonova (* 1992), fotbalistka
- Nataša Andonova (* 1993), fotbalistka